# Icedove
Icedove – klient poczty elektronicznej tworzony na bazie źródeł programu Mozilla Thunderbird. Program powstał jako reakcja projektu Debian na zabronienie przez fundację Mozilla używania zastrzeżonych nazw i znaków towarowych, w tym elementów graficznych do ich programów zmodyfikowanych przez programistów Debiana. Główne zmiany dotyczą tylko zamiany zastrzeżonych elementów na wolne odpowiedniki zgodnie z Wytycznymi Debiana dotyczącymi Wolnego Oprogramowania. Numery kolejnych wersji programu Icedove są zgodne z wersjami Thunderbirda.
Nazwa Icedove – lodowy gołąb, jest parodią nazwy Thunderbird – ptak gromu.
Icedove zastąpił swego poprzednika we wszystkich wersjach dystrybucji Debiana, począwszy od wydania stabilnej wersji 4.0 Etch.